# Pablo Canavosio
Pablo Luis Canavosio (Córdoba, 26 dicembre 1981) è un ex rugbista a 15 italiano di origine argentina, internazionale per l'Italia dal 2005 al 2011.
Utility back nei ruoli di mediano di mischia, tre quarti ala e centro, è stato quattro volte campione d’Italia con Calvisano.

## Biografia
Nato a Córdoba da una famiglia borghese italo-argentina, padre di professione architetto e madre preside all'università, crebbe nel club La Tablada, fino a vestire la maglia della prima squadra. Nel 2002, all'età di 21 anni, Alejandro Canale, padre dell'azzurro Gonzalo, lo propose in Italia al Rovigo, ove rimase per una stagione entrando nel rugby professionistico.
Nel 2003 Canavosio passò al Calvisano; lì si impose come mediano di mischia all'attenzione del tecnico della Nazionale italiana Pierre Berbizier che, dopo averlo visto all'opera nella squadra che si laureò campione d’Italia nel 2005, lo convocò per i test match autunnali (esordio contro l'Australia) e, nel corso del successivo Sei Nazioni 2006, lo propose come ala.
Nel 2006 giunse nuovamente in finale scudetto con il Calvisano, perdendola; in quella stessa estate si trasferì in Francia al Castres, club di Top 14.
Una serie di infortuni costellò il suo 2007: fu costretto a rinunciare al Sei Nazioni, poi fu richiamato per i test estivi in America meridionale dove si infortunò nuovamente (contro l'Argentina, e infine prese parte alla Coppa del Mondo di rugby 2007, nel corso della quale tuttavia disputò solo l'incontro della fase a gironi con il Portogallo.
Rientrato per il Sei Nazioni 2008, subì ennesimo infortunio, alla spalla, per il quale si rese necessario un intervento.
Nell'estate 2008 rientrò in Italia al Viadana e, nel 2010, quando la Società confluì nella franchigia degli Aironi in Celtic League, passò a quest'ultima squadra.
Al termine della Coppa del Mondo di rugby 2011, alla quale prese parte nel match contro la Russia come subentro ad Edoardo Gori, tornò al Calvisano, con cui conquistò tre scudetti nel 2011-12, 2013-14 e 2014-15. Dopo cinque stagioni al club calvino, nell'estate 2016 decise di ritirarsi dal rugby professionistico all'età di 35 anni e di fare ritorno in Argentina.
In Italia, Canavosio viene particolarmente ricordato per le celebri mete contro Galles nel Sei Nazioni 2006 e Scozia nel Sei Nazioni 2010, che valsero, rispettivamente, lo storico pareggio per 18-18 al Millennium Stadium e la vittoria azzurra per 16 a 12.

## Palmarès
- Campionati italiani: 4
Calvisano: 2004-05, 2011-12, 2013-14, 2014-15
- Coppe Italia: 1
Calvisano: 2003-04
- Trofei Eccellenza : 2
Calvisano: 2011-12, 2014-15